# Nallely Vela
Nallely Vela Rascón (née le 8 février 1986 à Veracruz) est une athlète mexicaine, spécialiste du 400 mètres. 

## Biographie

### Palmarès
| Date | Compétition                                      | Lieu         | Résultat | Épreuve   | Performance   |
| ---- | ------------------------------------------------ | ------------ | -------- | --------- | ------------- |
| 2006 | Championnats ibéro-américains                    | Ponce        | 5e       | 400 m     | 55 s 26       |
| 2006 | Championnats ibéro-américains                    | Ponce        | 1re      | 4 × 400 m | 3 min 33 s 56 |
| 2007 | Championnats du monde                            | Osaka        | 8e       | 4 × 400 m | 3 min 29 s 14 |
| 2008 | Championnats ibéro-américains                    | Iquique      | 1re      | 4 × 400 m | 3 min 33 s 27 |
| 2008 | Championnats d'Amérique centrale et des Caraïbes | Cali         | 2e       | 4 × 400 m | 3 min 29 s 94 |
| 2010 | Championnats ibéro-américains                    | San Fernando | 2e       | 4 × 400 m | 3 min 32 s 96 |
| 2010 | Jeux d'Amérique centrale et des Caraïbes         | Mayagüez     | DSQ      | 4 × 400 m | —             |
| 2011 | Jeux panaméricains                               | Guadalajara  | 5e       | 4 × 400 m | 3 min 40 s 07 |

### Records
| Épreuve    | Performance | Lieu      | Date        |
| ---------- | ----------- | --------- | ----------- |
| 200 mètres | 24 s 96     | Zacatecas | 19 mai 2003 |
| 400 mètres | 52 s 65     | Mexico    | 24 mai 2008 |